# Finsterwolde

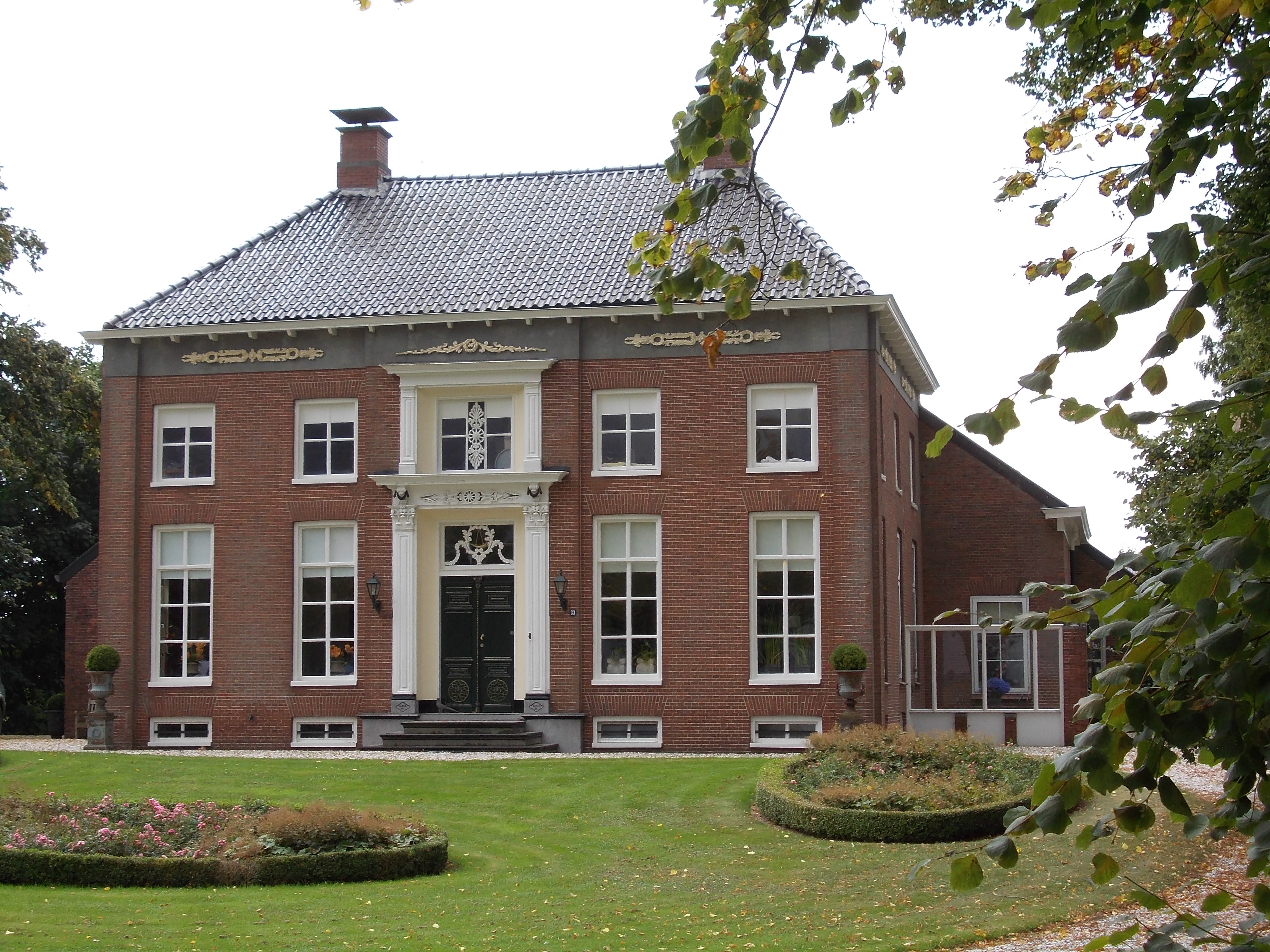
Edificio classificato come rijksmonument a Finsterwolde

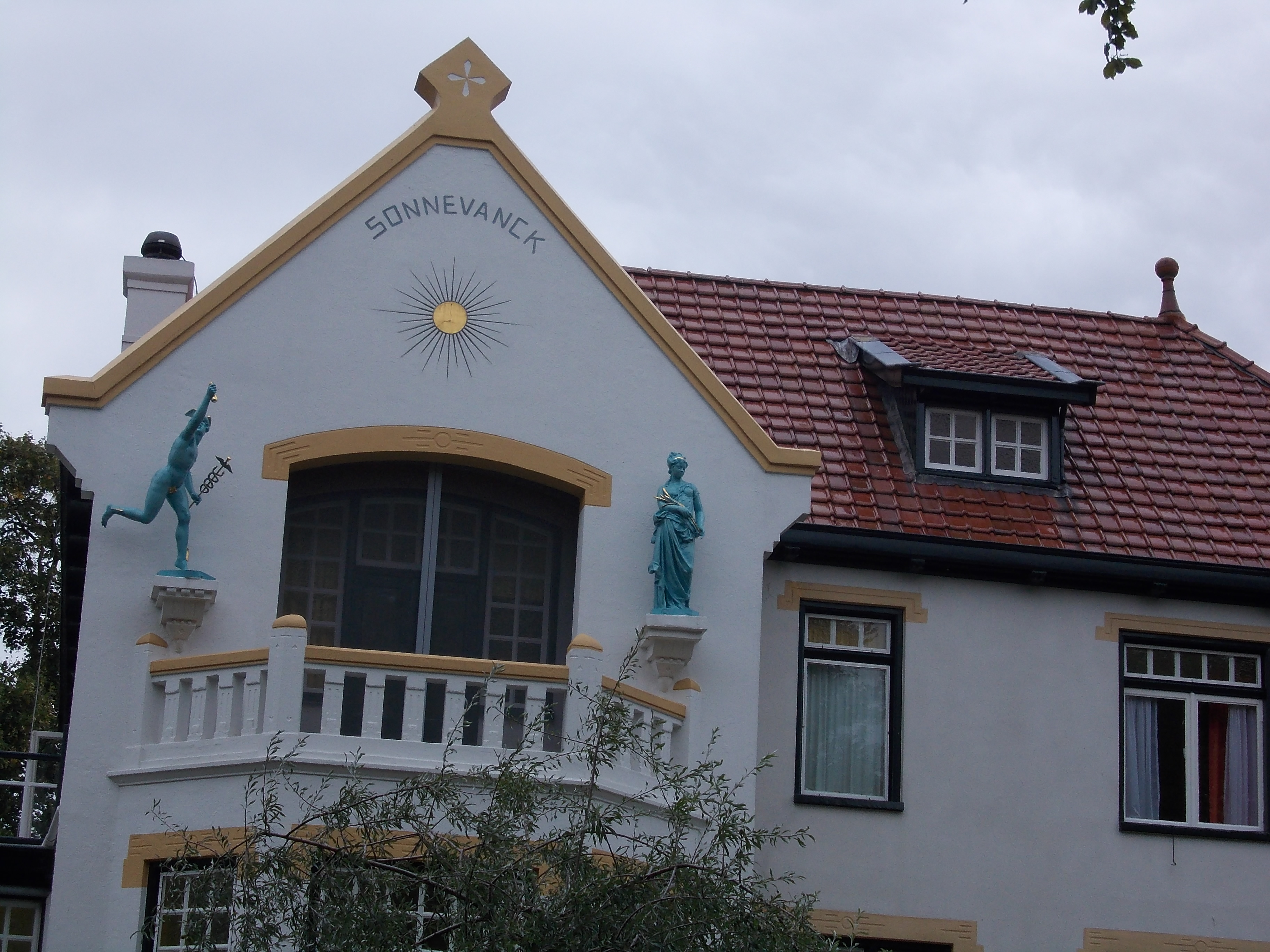
Finsterwolde: il Sonnevanck

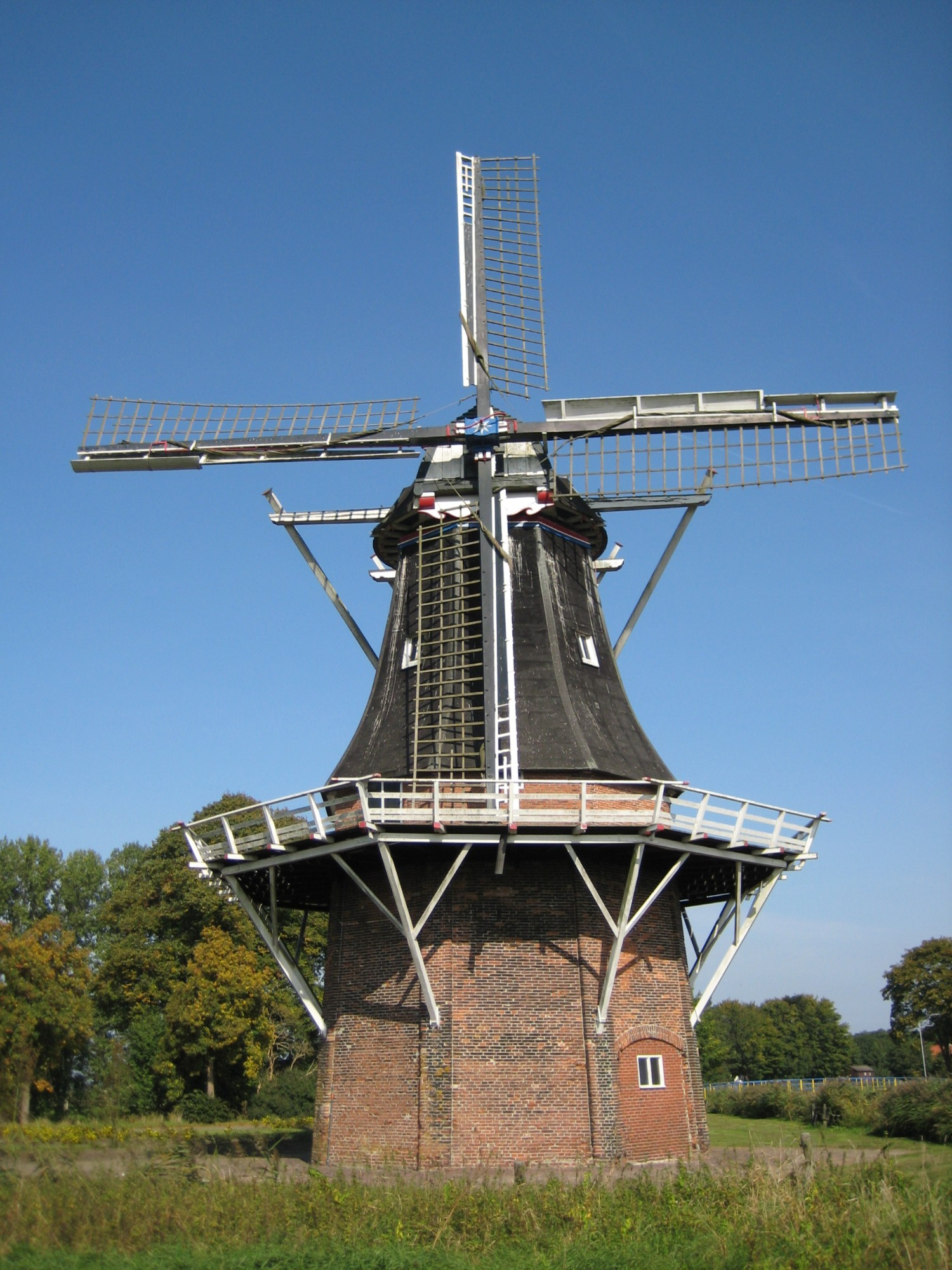
Finsterwolde: il mulino De Hoop

Finsterwolde (in Gronings: Finnerwol) è un villaggio di circa 2.300 abitanti   della costa nord-orientale dei Paesi Bassi, facente parte della provincia di Groninga ed affacciato sul Dollard. Dal punto di vista amministrativo, si tratta di un ex-comune, dal 1990 accorpato alla municipalità di Reiderland e dal 2010 alla municipalità di Oldambt.
Si tratta di un ex-villaggio di pescatori.

## Geografia fisica
Finsterwolde si trova ad est di Oostwold e a nord-est di Scheemda e Winschoten.

## Storia

### Dalle origini ai giorni nostri
Gli abitanti di Finsterwolde erano in origine dediti principalmente alla pesca di gamberetti, oltre che, in seguito, anche di anguille, aringhe, platesse, ecc.
Con lo sfruttamento sul Dollard dell'Oostwolderpolder (1769) e del Finsterwolderpolder (1819), divenne in seguito possibile solo la pesca di gamberetti.

### Simboli
Nello stemma di Finsterwolde è raffigurato un leone dorato su sfondo blu. L'origine di questo stemma, attestato sin dal 1870, è sconosciuta.

## Monumenti e luoghi d'interesse
Finsterwolde conta 11 edifici classificati come rijksmonumenten.

### Architetture religiose

#### Chiesa di Santo Stefano
Principale edificio religioso di Finsterwolde è la chiesa di Santo Stefano, le cui origini risalgono al XIII secolo.

### Architetture civili

#### Sonnevanck
Altro edificio d'interesse è il Sonnevanck, una villa costruita nel 1914 su progetto dell'architetto D. J. de Vries.

#### Mulino De Hoop
Nella buurtschaap di Ganzedijk si trova poi il mulino De Hoop, risalente al 1868.

## Società

### Evoluzione demografica
La popolazione censita di Finsterwolde è pari a 2.305 abitanti, in maggioranza (51,19%) di sesso maschile.
La popolazione comprende una minima percentuale di abitanti provenienti da Paesi stranieri quali Antille & Aruba (0,2%), Marocco (0,2%) e Suriname (0,2%).

## Geografia antropica

### Suddivisioni amministrative
Il villaggio di Finsterwolde conta 11 buurtschappen:
- Carel Coenraadpolder (in gran parte)
- Ekamp (in gran parte)
- Finsterwolderhamrik
- Ganzedijk
- Goldhoorn (in parte)
- Hongerige Wolf
- Kostverloren
- Kromme Elleboog (in parte)
- Modderland
- Oudedijk (in parte)
- Reiderwolderpolder (in gran parte)